# La Antigua
La Antigua és un municipi de la província de Lleó, enclavat en la comarca natural del Páramo Leonés. Està compost per cinc nuclis de població: 
- La Antigua,
- Audanzas del Valle,
- Cazanuecos,
- Grajal de Ribera,
- Ribera de la Polvorosa.

És un municipi agrícola i compta amb una indústria conservera de peix, principalment salmó fumat; anomenada La Balinesa; construïda a l'antic molí de La Antigua.
Les festes se celebren el dia 8 de setembre en honor de la Nativitat de Maria.